# Ron Weasley
Ronald Bilius Weasley (Ron Weasley; * 1. března 1980) je fiktivní postava ze série knih Harry Potter britské spisovatelky J. K. Rowlingové. Je jednou z hlavních postav série, objevil se již v prvním díle a pak ve všech dalších. Ron je nejlepším přítelem hlavního hrdiny Harryho Pottera, pochází z čistokrevné kouzelnické rodiny Weasleyových. Ve filmovém zpracování jej hraje Rupert Grint. Slovo weasel znamená v angličtině lasice, na což je v knihách naráženo v několika slovních hříčkách.

## Životopis

### Původ a dětství
Ron se narodil 1. března 1980, je nejmladší syn Arthura a Molly Weasleyových. Má pět starších bratrů – Billa, Charlieho, Percyho, Freda a George – a jednu mladší sestru – Ginny. Rodina Weasleyových se řadí spíše mezi chudší kouzelníky, a proto Ron nosí spoustu věcí obnošených a používá staré pomůcky po svých sourozencích, za což se mnohdy stydí, zejména pokud musí čelit posměškům Draca Malfoye a jeho kamarádů.
Jednou, když byl Ron malý, proměnili jeho bratři Fred a George jeho oblíbenou hračku v pavouka, a proto z nich má Ron nyní strach.

### Harry Potter a Kámen mudrců
Ron se poprvé objeví se svou rodinou na nádraží King's Cross, odkud se Harry vydává na cestu do Bradavic. Ronova matka Harrymu vysvětlí, jak se dostat přes přepážku na nástupiště devět a tři čtvrtě. Harry a Ron spolu pak během cesty spěšným vlakem do Bradavic sdílejí kupé. Ron obdivuje Harryho slávu, Harry zase kouzelníka Rona. Ve vlaku se oba seznámí s Hermionou Grangerovou, která se v předvečer všech svatých stane jejich přítelkyní po tom, co ji zachrání před trollem. Zpočátku jim ale nebyla sympatická. Když se dostanou do Bradavic, je Ron, stejně jako Harry a Hermiona, zařazen do Nebelvíru.
Během roku navštěvují Ron, Harry i Hermiona stejné hodiny. Společně se také začnou zajímat o kámen mudrců. Ronovy schopnosti pomohou při cestě na jeho záchranu v bradavickém podzemí. Ron vyhraje šachovou partii, kterou připravila profesorka McGonagallová, a předvede tak své šachové dovednosti. Po této partii ale Ron již dále nepokračuje, protože je zraněn a jeho figura byla vyřazena. Na konci školního roku dostane Ron od ředitele školy Albuse Brumbála 50 bodů za „nejlepší šachovou partii, jakou Bradavice viděly za dlouhá léta“, které pomohly Nebelvíru k vítězství školního poháru.

### Harry Potter a Tajemná komnata
Během prázdnin si Harry myslí, že na něj jeho kamarádi, včetně Rona, zapomněli, protože mu nepíší dopisy. Ve skutečnosti mu ale Ron psal několikrát, ale dopisy schovával domácí skřítek Dobby, který nechtěl, aby se Harry vrátil do Bradavic, protože tam na něj čeká nebezpečí. Rona také rozrušuje to, že mu Harry neodepisuje, a tak se spolu s Fredem a Georgem vydají v noci v otcově létajícím autě Harryho vysvobodit a dovézt k nim domů, kde Harry stráví zbytek prázdnin.
Na začátku školního roku se odsud vydá spolu s Weasleyovými na King's Cross, ale Dobby zabrání Ronovi a Harrymu ve vstupu přes přepážku. Rona napadne, že mohou k cestě do Bradavic využít tátovo létající auto. Do Bradavic se sice dostanou, ale vidí je několik mudlů a při přistání narazí do Vrby mlátičky, přičemž se zlomí Ronova poděděná hůlka. Auto ujede do Zapovězeného lesa a Ron s Harrym mají průšvih. Ron dokonce dostane od matky huláka.
Hlavním tématem druhého dílu byly útoky z Tajemné komnaty na studenty mudlovského původu. Aby odhalili, kdo za těmito útoky stojí, promění se Ron a Harry pomocí mnoholičného lektvaru v Crabbea a Goylea. Ron později odhalí první stopu v pátrání po Tomu Raddlovi, když si vzpomene, že plaketu s jeho jménem čistil v Pamětní síni. Ke konci školního roku Ron překoná svůj největší strach a navštíví s Harrym obřího pavouka Aragoga. Pavouci je skoro sežerou, ale zachrání je ztracený Ford Anglia. Netvor z Tajemné komnaty pak unese Ronovu sestru Ginny, a proto se Ron a Harry rozhodnou vydat se do komnaty sami se Zlatoslavem Lockhartem. Ten se je pokusí připravit Ronovou rozbitou hůlkou o paměť, ale ta způsobí výbuch a sesuv kamení a připraví o paměť Lockharta. Harry tak do komnaty pokračuje sám, protože Ron se nachází za spadlým kamením. Za své činy pak dostanou Ron i Harry medaili za zásluhy o školu.

### Harry Potter a vězeň z Azkabanu
Od začátku školního roku se Ronova krysa Prašivka stává opakovanou obětí útoků Hermionina nového kocoura Křivonožky. Ron se kvůli tomu s Hermionou často hádá. Když Prašivka nakonec zmizí a najde se jen hrst jejích chlupů a trocha krve, Ron si myslí, že Křivonožka Prašivku zakousl, a proto se s Hermionou úplně přestane bavit. Přátelství se obnoví až poté, co se Hermiona začne hroutit z mnoha svých úkolů. Ron i Harry jí proto pomohou s přípravou obhajoby pro Hagridova hipogryfa Klofana, který je souzen proto, že napadl Draca Malfoye.
Trojice se rozhodne navštívit Hagrida v den Klofanovy popravy a v jeho hájence nečekaně objeví Prašivku. Ta s nimi nechce jít a cestou zpět jim uteče. Rona odvleče do Chroptící chýše velký černý pes, ze kterého se vyklube Sirius Black, uprchlý vězeň z Azkabanu a Harryho kmotr. O Blackovi si všichni myslí, že může za smrt Harryho rodičů. Poté, co přijde do chýše i profesor obrany proti černé magii Remus Lupin, ale vyjde najevo, že Prašivka je Petr Pettigrew a že on je skutečnou osobou, která řekla Voldemortovi polohu úkrytu Potterových. Pettigrew jim po odchodu z Chroptící chýše uteče a Ron je zraněn jeho kletbou. Kvůli tomu se pak Ron nemůže vrátit s Harrym a Hermionou v čase.
Na konci knihy dostane Ron od Siriuse malou potrhlou sovičku, jako náhradu za Prašivku, která později dostane od Ronovy sestry Ginny jméno Papušík. Ron mu však ze zlosti říká Pašík.

### Harry Potter a Ohnivý pohár
O prázdninách navštíví Weasleyovi spolu s Harrym a Hermionou mistrovství světa ve famfrpálu, kde Ron obdivuje svého oblíbeného famfrpálového hráče Viktora Kruma. Později se diví, že je stále ještě studentem, když přijede jako student Kruvalu na Turnaj tří kouzelnických škol do Bradavic. Ačkoli je pro účast v turnaji stanovena věková hranice sedmnácti let, Harry se proti své vůli stane čtvrtým šampionem, což rozčílí Rona, který je tak opět v Harryho stínu. Navíc je naštvaný, že mu Harry neřekl, jak dostal svoje jméno do Ohnivého poháru. Jejich přátelství tak skončí. Znovu se skamarádí poté, co Harry úspěšně zvládne první úkol. To Ron konečně uvěří, že Harry svoje jméno do poháru nevhodil sám.
Před vánočním plesem, který je pravidelnou součástí Turnaje, poprvé vyjdou najevo Ronovy city k Hermioně. Na poslední chvíli domluví Ronovi partnerku Harry – Padmu Patilovou, sestru Parvati, která jde s Harrym. Ron se ale Padmě nevěnuje a celou dobu se dívá na Hermionu, jejímž partnerem je Viktor Krum. Ke konci plesu se Ron s Hermionou pohádají, Ron jí řekne, že se přátelí s nepřítelem, Hermiona Ronovi zase, že příště ji má pozvat dříve a ne si ji nechat až jako poslední možnost.
Při druhém úkolu se Ron stane osobou Harrymu nejbližší a je uvězněn jezerními lidmi na dně bradavického jezera. Harry ho zachrání a Ron ho seřve proto, že si Harry myslel, že uvěznění lidé jsou ve skutečném nebezpečí, a čekal až budou zachráněni všichni. Ron i Hermiona později pomáhají Harrymu s přípravou na třetí úkol.

### Harry Potter a Fénixův řád
V dopise se seznamem pomůcek pro nadcházející školní rok Ronovi přijde také oznámení, že se stal nebelvírským prefektem. Jeho bratr Percy, který nyní není ve styku s rodinou, mu pošle dopis s gratulací a doporučením, aby zpřetrhal pouta s Harrym a spřátelil se s novou profesorkou obrany proti černé magii vyslanou ministerstvem Dolores Umbridgeovou. Dopis Rona rozčílí a zůstává nadále loajální k Harrymu. Ron podpoří Hermionin nápad, aby Harry ostatní vyučoval obranu proti černé magii a stane se také členem Brumbálovy armády.
V tomto školním roce se Ron konečně stane členem nebelvírského famfrpálového týmu. Získá post brankáře po Oliveru Woodovi. Ron je ale tak nervózní, že během hry příliš nevyniká, obzvláště proto, že se mu posmívají studenti Zmijozelu. Během posledního zápasu sezony se ale zlepší a díky němu získá Nebelvír školní famfrpálový pohár.
Na konci školního roku se Ron také účastní spolu s Harrym, Hermionou, Nevillem, Lenkou a Ginny bitvy proti smrtijedům na odboru záhad. Ron je zraněn smrtijedem a jedním ze zkoumaných objektů na odboru, ale do konce školního roku se uzdraví.

### Harry Potter a princ dvojí krve
Ve svém šestém roce v Bradavicích zůstává Ron na svém postu brankáře nebelvírského famfrpálového týmu. Na konkurzu porazil největšího soupeře Cormaca McLaggena. Na toho vyslala Hermiona matoucí zaklínadlo, a tak pustil o jednu střelu víc. Navíc ho Harry, nový kapitán mužstva, v týmu moc nechtěl kvůli jejich vzájemným neshodám. Ron začne chodit s Levandulí Brownovou. Poté, co se dozví, že se Hermiona líbala s Krumem, se k ní začne chovat nehezky.
Před prvním famfrpálovým zápasem Harry předstírá, že dává Ronovi do pití lektvar štěstí felix felicis, aby ho tak podpořil. Ron tomu uvěřil a v zápase podal skvělý výkon. Způsobí to ale největší hádku mezi Ronem a Hermionou. Hermiona obviní Harryho, že Ronovi pomáhal podvádět, načež Ron, který už ví o tom, že lektvar nevypil, obviní Hermionu, že nedůvěřuje jeho schopnostem. V oslavách po zápase Ron přede všemi políbí Levanduli. Aby se mu Hermiona pomstila, pozve na večírek Horacia Křiklana, nového učitele lektvarů (Snape začal učit obranu proti černé magii), Cormaca McLaggena, ale ani s ním po celou dobu nevydrží, protože Cormac neustále mluví jen o sobě. Po Vánocích Hermiona pokračuje v ignorování Rona a Ron začíná být nespokojený ve vztahu s Levandulí.
Na své narozeniny Ron omylem sní zákusky naplněné nápojem lásky (původně určené pro Harryho). Harry ho vezme ke Křiklanovi, aby ho vyléčil. Když zjistí, že Ron slaví narozeniny, nabídne jim medovinu, kterou chtěl dát Brumbálovi k Vánocům. Ron se jí napije, medovina je ale otrávená (Draco Malfoy se tak pokusil zabít Brumbála), ale Harry mu zachrání život bezoárem.
Levandule se s Ronem nakonec rozchází, když vidí Rona vycházet s Hermionou z chlapeckých ložnic. Nebyli tam ovšem sami, byl tam s nimi Harry, kterého Levandule nemohla vidět, protože byl schovaný pod neviditelným pláštěm.
Když jde Harry s Brumbálem pátrat po viteálu, řekne Ronovi, Hermioně a Ginny, aby spolu se členy Brumbálovy armády, které se jim podaří najít, hlídali Malfoye a Snapea. Na ochranu jim Harry také věnuje zbytek lektvaru felix felicis. Ačkoli ho členové BA hlídali, podaří se Malfoyovi dostat do školy smrtijedy a začíná tak bradavická bitva. Díky felix felicis se Ronovi, Hermioně a Ginny všechny kletby vyhýbají. Během bitvy Snape zabije Brumbála. Během jeho pohřbu Ron utěšuje Hermionu. Po pohřbu oba slíbí Harrymu, že mu pomohou při hledání viteálů a zničení Voldemorta, i když to bude znamenat, že se již nevrátí do Bradavic.

### Harry Potter a relikvie smrti
Ron se vydá s Harrym a Hermionou pátrat po viteálech. Protože se bojí, že ministerstvo, které nyní de facto řídí Voldemort, si bude myslet, že je s Harrym, převleče rodinného ghúla tak, aby vypadal, že je to Ron postižený nakažlivou nemocí.
Když trio navštíví ministerstvo kouzel, aby získalo viteál, který drží Dolores Umbridgeová, vydává se Ron za Reginalda Cattermolea a musí plnit jeho povinnosti, s čímž ve svém plánu nepočítali. Protože nevědí, jak získaný viteál zničit, rozhodnou se, že ho bude mít někdo neustále u sebe, aby nebyl ukraden. Viteál má na Rona větší vliv než na Harryho a Hermionu, a tak je velmi podrážděný. Kvůli tomu se s Harrym pohádá, protože si myslel, že má nějaký plán na to, jak najít viteály a oni většinu času tráví nečinností. Skončí to tím, že od nich Ron odejde. Hned se pak chce vrátit, ale kvůli Hermioniným antismrtijedským opatřením nemůže. Nakonec se mu k nim ale podařilo vrátit díky zatemňovači, které mu odkázal Brumbál. To vytvořilo světelnou kouli, když se o něm Harry a Hermiona poprvé od jeho odchodu zmínili, která do něho vnikla a způsobila, že Ron najednou věděl, kde jeho přátelé jsou. Když se k nim vrátil, zachránil Harrymu život. Harry totiž skočil do jezírka, kde byl Nebelvírův meč, který mu poslal Snape pomocí Patrona. Harry potom chce, aby jako „odměnu“ pomocí meče zničil viteál. Ten se ho nejdřív pokouší zviklat, ale Ron vše překoná a viteál zničí.
Všichni tři jsou pak chyceni lapky a odvedeni do sídla Malfoyových. Tam Belatrix Lestrangeová mučí Hermionu kletbou Cruciatus, Ron zpanikaří a začne všemožně bojovat s jeho vězniteli. Všechny od Malfoyů zachrání Dobby, ale sám při tom položí život. Později se trio vrátí do Bradavic, aby našli poslední viteál. Protože Nebelvírův meč jim vzal skřet Griphook, nemají nyní prostředek, jak ho zničit. Rona tedy napadne jít do Tajemné komnaty pro baziliškův zub. V komnatě Hermiona zničí viteál v šálku Helgy z Mrzimorua poté se políbí. Ron také bojuje v bitvě o Bradavice, je svědkem smrti svého bratra Freda a spolu s Nevillem bojuje proti Šedohřbetovi.

#### Epilog
V epilogu sedmého dílu, který se odehrává devatenáct let po Voldemortově pádu, jsou Ron a Hermiona manželé a mají dvě děti, Rose, kterou právě posílají do prvního ročníku do Bradavic, a mladšího Huga. Ron také úspěšně zvládl mudlovské řidičské zkoušky. Hermiona nechtěla věřit, že to zvládl bez matoucího kouzla, to Ron ale popřel (v soukromí ale přiznal Harrymu, že ho použil). Ron pracuje na Ministerstvu kouzel jako bystrozor, stejně jako Harry. Ještě předtím se stal Georgeovým společníkem v Kratochvilných kouzelnických kejklích.

## Vlastnosti

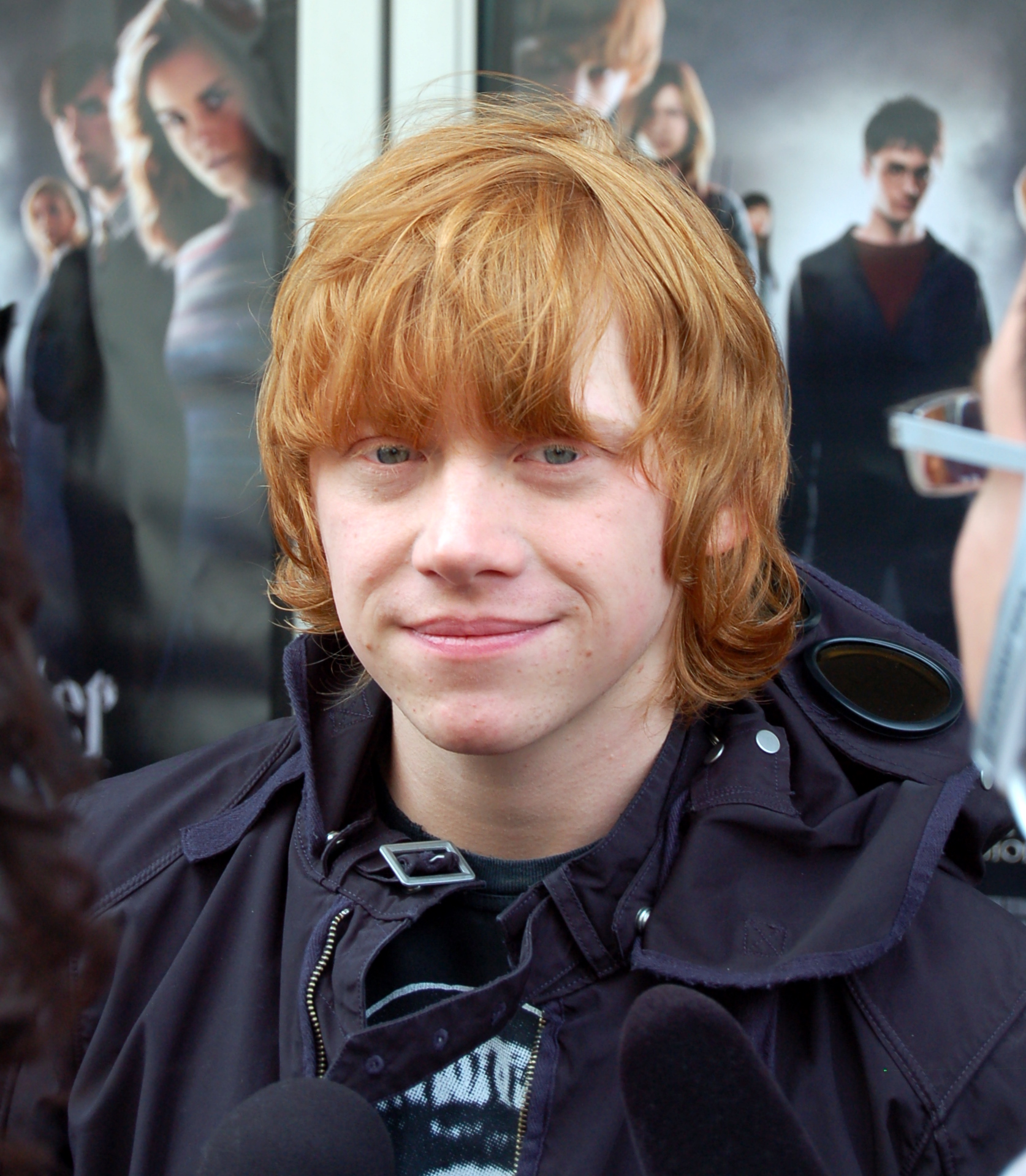
Rupert Grint, filmový představitel Rona Weasleyho, na premiéře pátého dílu série.

### Vzhled
V knize je popsán jako vysoký, tlustý a pihovatý, s velkýma rukama a nohama a dlouhým nosem. Má rudé vlasy stejně jako všichni Weasleyovi. Je jedním z Harryho nejvyšších spolužáků. J. K. Rowlingová také řekla, že má Ron modré oči, ačkoli jeho filmový představitel Rupert Grint je nemá.

### Osobnost
Je velmi zábavný, necitlivý a nedospělý. K Ronovu vývoji v sedmém díle: „Ron je ze tří hlavních hrdinů nejvíce nedospělý, ale v sedmém díle dospěje. Nikdy nebyl příliš psychicky silný, lidé ho většinou viděli jako Harryho přítele; jeho matka chtěla ve skutečnosti dívku a v posledním díle musí Ron přiznat své slabé stránky. Ale to je přesně to, co dělá Rona mužem.“
Ron je sarkastický, vášnivý, zbrklý. Je dobrým hráčem šachů a je i inteligentní, ačkoli je pouze průměrný student. Často je příliš líný na to, aby plnil svoje studijní povinnosti. Svého sarkasmu často využívá k tomu, aby své přátele vrátil zpět do reality, když říkají něco příliš nereálného. Ron velmi touží po tom být úspěšný a oblíbený, protože má pocit, že je zastiňován svými staršími bratry a nejlepším kamarádem. Stejně jako mnoho dalších členů rodiny Weasleyových má sklon se hádat, to se obzvláště projevuje v jeho vztahu s Hermionou.